# Urumella
Urumella is een monotypisch geslacht van tweekleppigen uit de familie van de Mytilidae.

## Soort
- Urumella concava Hayami & Kase, 1993